# Kinder der Landstrasse

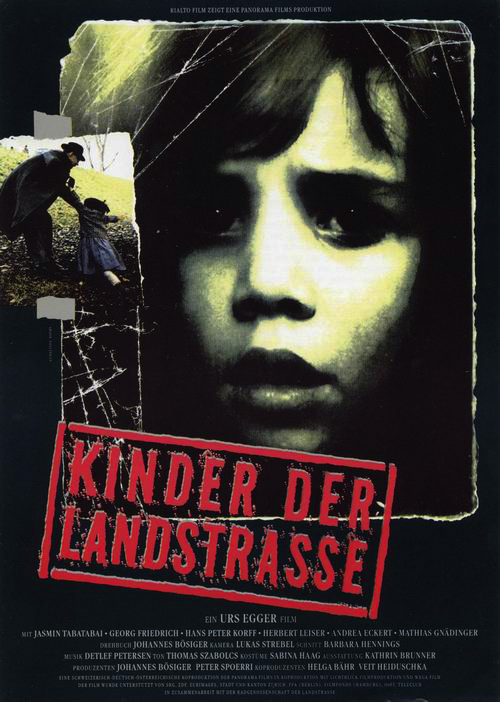
Cartel de la película Kinder der Landstrasse de 1992.

Das Hilfswerk für die Kinder der Landstrasse (literalmente: "La Organización de ayuda para los niños del camino rural"), más conocida como Kinder der Landstrasse, fue un proyecto llevado a cabo por la fundación suiza Pro Juventute de 1926 a 1973. El proyecto pretendía asimilar a los niños del pueblo itinerante yeniche en Suiza separándolos de sus padres y colocándolos en orfanatos u hogares de acogida. Aproximadamente 590 niños se vieron afectados por este programa.

## Historia
En 1926, Pro Juventute, con el apoyo de las autoridades federales y las instituciones oficiales, inició un proceso sistemático de separación de los niños yenish de sus familias y su traslado a hogares de acogida, hospitales psiquiátricos e incluso prisiones. Esta práctica, denominada "reeducación", tenía como objetivo establecer un estilo de vida sedentario entre las familias yenish, especialmente entre la generación más joven. Estas actividades continuaron durante 47 años hasta que se pusieron fin a ellas en 1973, en gran parte debido al apoyo de los medios de comunicación y a la protesta pública.
El Código Civil suizo de 1912 sirvió de base legal para la separación forzosa de familias y niños. Permitía a los funcionarios retirar la custodia a los padres en casos de negligencia o abuso. Sin embargo, la disposición relativa a la supervisión de las acciones de las autoridades rara vez se aplicaba. El mero hecho de que los niños pertenecieran a una familia itinerante (yenish) se consideraba motivo suficiente para su retirada.
La fundación utilizaba informes psiquiátricos genéricos como justificación profesional de sus acciones, lo que les otorgaba un control total sobre los pupilos. Los responsables de la toma de decisiones se basaron en la creencia infundada de que la socialización familiar era perjudicial, categorizando a las familias yenish como socialmente perjudiciales e inherentemente asociales debido a su estilo de vida itinerante. Estas suposiciones erróneas se basaban en nociones biológicas hereditarias desacreditadas, que consideraban al pueblo yenish como "genéticamente asocial" y una amenaza para la población mayoritaria asentada.
En consecuencia, la fundación se proponía retirar a los niños tanto de las familias itinerantes como de las sedentarias, independientemente del estilo de vida real de los padres. El criterio decisivo para retirar a los niños era su pertenencia a un grupo social marginado, como caldereros, cesteros, afiladores de tijeras o mendigos. En algunos casos, los niños eran separados de sus madres inmediatamente después de nacer. Los niños eran colocados en hogares, en ocasiones con familias extranjeras, así como en hospitales psiquiátricos y prisiones. También se les obligaba a realizar trabajo infantil en granjas. Se impedían sistemáticamente los contactos entre los niños y sus padres, y a veces se cambiaba el término "pabellón de caridad" para ocultar a sus familiares la verdadera situación de los niños. El maltrato infantil se justificaba como medida educativa para el trabajo. Las décadas de 1930 y 1940 fueron testigo de un pico en las expulsiones de niños, con más de 200 niños yemeníes bajo el control de la fundación.
Figuras prominentes que promovían el saneamiento de la población y los conceptos de higiene racial participaron en estas prácticas. Entre ellos se encontraban el psiquiatra Josef Jörger, conocido por sus escritos psiquiátrico-eugenésicos sobre la ficticia "Familia Cero", y el eugenista alemán Robert Ritter, autoproclamado "experto en gitanos". El federal Heinrich Haberlin, presidente del Patronato de Pro Juventute, describió a los yeneses como "una mancha oscura en nuestra orgullosa cultura suiza" en un folleto publicado en 1927, abogando por su eliminación. Dispensarios, maestros, pastores y Organizaciones sin ánimo de lucro prestaron su apoyo a la fundación. Aunque la legislación establecía ciertos límites, éstos a menudo se incumplían, lo que daba lugar a una ilegalidad abierta.
El escándalo atrajo la atención internacional en 1972, cuando los periodistas del periódico Beobachter investigaron el asunto basándose en la información facilitada por personas yenish afectadas. El 15 de abril de 1972, Hans Caprez publicó un artículo titulado "Kinder der Landstrasse", en el que exponía los hechos y antecedentes del programa, que afectó a unos 590 niños yenish en Suiza.

## Polémica y secuelas
A raíz de la presión pública, Pro Juventute disolvió la fundación en la primavera de 1973. Las tutelas restantes fueron suprimidas o transferidas a otros particulares. Las autoridades suizas, que habían co-iniciado el proyecto 37 años antes, se vieron obligadas a proporcionar una compensación económica que oscilaba entre los 2.000 y los 7.000 francos suizos por víctima debido a la indignación pública. Sin embargo, no se llevó a cabo ningún proceso judicial contra los responsables del proyecto, incluidos Alfred Siegfried (1890-1972), Clara Reust (1916-2000) y las autoridades encargadas de supervisar el sistema de tutela.
En 1975, el pueblo yenish fue reconocido oficialmente como grupo étnico independiente en el Cantón de Berna. Desde la década de 1980, organizaciones de autoayuda han trabajado para reparar y rehabilitar a las víctimas que sufrieron el trato difamatorio, justificado por programas pseudocientíficos.
El traslado forzoso de niños de un grupo nacional, étnico, racial o religioso a otro grupo con la intención de destruir, total o parcialmente, se considera genocidio según la Convención de las Naciones Unidas sobre el genocidio de 1948.  El derecho penal suizo, en el artículo 264 del Código Penal suizo, tipifica igualmente como delito los actos dirigidos contra personas por razón de su nacionalidad, raza, religión o etnia. Investigaciones científicas recientes apoyan la idea de que el pueblo yeniche puede clasificarse como uno de los grupos protegidos por la convención y la legislación suiza.  Este tema requiere un mayor debate público, especialmente en el contexto del trabajo infantil en Suiza.
A pesar de las promesas gubernamentales de reparación y rehabilitación adecuada, incluida una disculpa del Consejo Federal (Bundesrat), tales medidas no se han aplicado hasta la fecha. Sólo se han efectuado pagos "de emergencia" a niveles mínimos, que oscilan entre varios miles de francos suizos, a las víctimas supervivientes de Kinder der Landstrasse.
La fundación Naschet Jenische (literalmente: ¡Levántate, Yenish!) se creó en 1986 para hacer frente a la injusticia perpetrada contra el pueblo Yenish (Fahrende) en Suiza, específicamente relacionada con el programa Kinder der Landstrasse. En 1988, se creó una comisión de fondos para supervisar el examen de los casos de los yenish afectados, que concluyó su labor en 1992. Los Archivos Federales Suizos rigen ahora directamente la inspección de los expedientes de Pro Juventute. Los afectados recibieron un total de 11 millones de francos suizos, y cada víctima no recibió más de 20.000 francos suizos. El principal objetivo de la fundación es proporcionar asesoramiento y apoyo a las personas y familias afectadas. Ayuda a los yeneses en cuestiones personales, familiares y sociales, especialmente en sus interacciones con las autoridades suizas. La fundación también facilita el examen de expedientes personales y apoya la búsqueda y reunificación de familias. Además, ayuda a los ciudadanos yemeníes a solicitar ayuda financiera de instituciones públicas y privadas, y ofrece orientación en materia de seguros y fiscalidad. Pro Juventute financia las actividades de asesoramiento de la fundación. La concienciación pública y la educación sobre la historia y la situación actual del pueblo yeniche en Suiza son también aspectos importantes del trabajo de la fundación.
En 2014, la Wiedergutmachungsinitiative (iniciativa de reparación) nacional suiza abordó tangencialmente el destino de los llamados Verdingkinder (niños trabajadores forzados), otro proyecto de integración que implicaba a personas desplazadas que fueron colocadas como mano de obra barata en granjas suizas. Entre ellos se encontraban algunos menores yemeníes afectados por Kinder der Landstrasse, pero el enfoque de la iniciativa no se extendía a sus familias.
El 21 de febrero de 2025, Suiza reconoció que este programa constituye un crimen contra la humanidad.